# Хелловін (фільм, 2018)
«Хелловін» (англ. Halloween) — американська кінострічка у жанрі слешер режисера Девіда Гордона Ґрін. Це одинадцятий фільм у франшизі «Хелловін», та є прямим продовженням першої кінострічки 1978 року, попри безперервність попередніх продовжень. Головну роль грає Джеймі Лі Кертіс, знову повернувшись до ролі Лорі Строуд після фільму «Хелловін: Воскресіння». Аналогічно роль Майкла Маєрса в деяких сценах знову грає Нік Касл, який грав його у фільмі 1978 року.

## Сюжет
Лорі Строуд зустрічається особисто з Майклом Маєрсом, 40 років після його первісного вбивства в 1978 році.

## У ролях
- Джеймі Лі Кертіс — Лорі Строуд
- Джуді Грір — Карен Строуд
- Анді Матічак — Еллісон Строуд
- Вілл Паттон — Гокінз
- Вірджинія Гарднер — Вікі
- Нік Касл і Джеймс Джуді Кортні — Майкл Маєрс
- Майлз Роббінс — Дейв
- Ділан Арнольд — Кемерон
- Древ Шайд — Оскар
- Омар Дорсі — Шериф Баркер
- Роб Нітер — Заступник шерифа Вокер
- Тобі Хусс — Рей
- Джефферсон Хелл — Мартін
- Ріан Ріс — Дана Хейдс
- Джібраїл Нантамбу — Джуліан

## Виробництво

### Розробка
У 2011 році було оголошено, що 26 жовтня 2012 року вийде сиквел Хелловін II (2009) під назвою Хеллоуїн 3D. Однак проєкт так і не створили.
Перша інформація про запланований одинадцятий фільм з'явилася у червні 2015 року. Тоді стало відомо, що картину почнуть знімати в липні, а режисером стане Маркус Данстен. Сценарієм також повинні були зайнятися Патрік Мелтон і Маркус Данстен. Однак надалі режисера змінили, а дату початку знімання перенесли.

### Знімання
Знімання фільму почали 13 січня 2018 року у Чарльстоні, Південна Кароліна. Вже 16 лютого Джеймі Лі Кертіс закінчила свої сцени.
У квітні з'явилася інформація про те, що аудиторія була розчарована фіналом картини на тестовому показі 18 квітня в Каліфорнії. У травні режисер Ґрін вирішив повернутися на знімальний майданчик для дознімання, яке почали 11 червня.

### Музика
У жовтні 2017 року режисер оригінального фільму Джон Карпентер підтвердив, що він, а також Коді Карпентер і Деніел Девіс уклали договір з творцями фільму про написання саундтреку до фільму. 19 вересня 2018 року в мережі був опублікований перший трек, який є варіацією музичної теми фільму 1978 року.

#### Список
Автор музики Джоном Карпентером, Коді Карпентером і Деніелом Девісом. 
| Halloween (Original Motion Picture Soundtrack) | Halloween (Original Motion Picture Soundtrack) | Halloween (Original Motion Picture Soundtrack) |
| #                                              | Назва                                          | Тривалість                                     |
| ---------------------------------------------- | ---------------------------------------------- | ---------------------------------------------- |
| 1.                                             | «Intro»                                        | 1:14                                           |
| 2.                                             | «Halloween Theme»                              | 3:02                                           |
| 3.                                             | «Laurie’s Theme»                               | 0:44                                           |
| 4.                                             | «Prison Montage»                               | 2:46                                           |
| 5.                                             | «Michael Kills»                                | 0:33                                           |
| 6.                                             | «Michael Kills Again»                          | 3:45                                           |
| 7.                                             | «The Shape Returns»                            | 3:32                                           |
| 8.                                             | «The Bogeyman»                                 | 1:06                                           |
| 9.                                             | «The Shape Kills»                              | 0:50                                           |
| 10.                                            | «Laurie Sees the Shape»                        | 1:13                                           |
| 11.                                            | «Wrought Iron Fence»                           | 0:47                                           |
| 12.                                            | «The Shape Hunts Allyson»                      | 0:58                                           |
| 13.                                            | «Allyson Discovered»                           | 1:26                                           |
| 14.                                            | «Say Something»                                | 3:02                                           |
| 15.                                            | «Ray's Goodbye»                                | 1:39                                           |
| 16.                                            | «The Shape Is Monumental»                      | 1:57                                           |
| 17.                                            | «The Shape and Laurie Fight»                   | 1:54                                           |
| 18.                                            | «The Grind»                                    | 1:52                                           |
| 19.                                            | «Trap the Shape»                               | 2:10                                           |
| 20.                                            | «The Shape Burns»                              | 1:31                                           |
| 21.                                            | «Halloween Triumphant»                         | 7:28                                           |
| 43:29                                          |                                                |                                                |